# 久喜市立久喜小学校

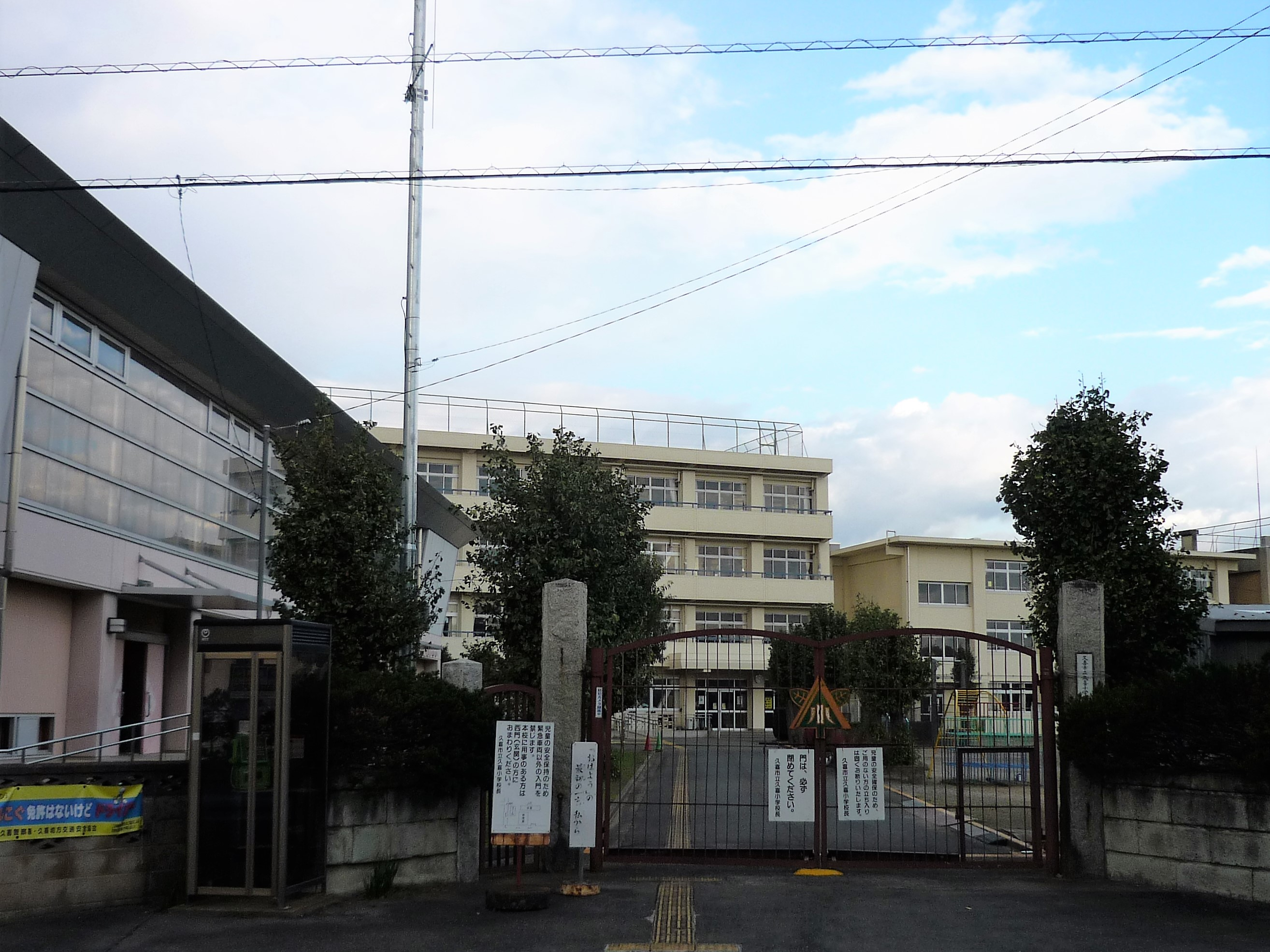
久喜市立久喜小学校

久喜市立久喜小学校（くきしりつ くきしょうがっこう）は、埼玉県久喜市にある公立小学校。

## 沿革
- 1873年（明治6年） - 6月1日、久喜本町･久喜新町･古久喜村の連合をもって光明寺本堂に久喜学校を設立する。
- 1886年（明治19年） - 4月、久喜町・下清久村・上早見村の連合で尋常小学校久喜学校を設置する。
- 1889年（明治22年） - 6月、久喜町立尋常小学校に改称する。
- 1892年（明治25年） - 9月、久喜町立久喜尋常小学校に改称。
- 1913年（大正2年） - 3月、校歌・校旗を制定。同月、現在地の新築校舎が落成、光明寺の仮校舎より移転し開校式を行う。
- 1941年（昭和16年） - 4月、校名を久喜国民学校へと改称。
- 1947年（昭和22年） - 4月、学制の改正に伴い、校名を久喜町立久喜小学校と改称。
- 1955年（昭和30年） - 9月7日を開校記念日に制定する。
- 1961年（昭和36年） - 7月、久喜小学校学童用水泳プールの完成竣工式を行う。
- 1971年（昭和46年） - 10月、久喜市制施行に伴い久喜市立久喜小学校に改称。
- 1972年（昭和47年） - 3月、鉄骨2階建ての体育館が竣工。
- 1974年（昭和49年） - 4月、学区の改編により、久喜市立本町小学校を分離。
- 1975年（昭和50年） - 4月、障害児学級（サニールーム）を設置する。
- 2000年（平成12年） - 4月、校是として「自分をつくる」を制定する。同年10月、教育用コンピュータとして22台を設置する。
- 2003年（平成15年） - 2月、新体育館建設のため、西校舎を解体する。
- 2004年（平成16年） - 3月、西校舎跡地に新体育館が竣工。同月、ビオトープが完成。
- 2005年（平成17年） - 3月、特別教室棟が完成する。

## 施設
- 校舎
- 体育館
- 運動場
- プール
- ビオトープ
- 校庭遊具

## 教育目標
- 賢く　豊かに　たくましく

## 校是
- 自分をつくる

## 校歌
- 曲名-喜びを久遠に
- 作詞者 -
- 作曲者 -

## 交通
- 久喜駅西口より徒歩10分。